# Lizzie McGuire
Pour les articles homonymes, voir Lizzie McGuire (homonymie).
Lizzie McGuire, le film
Lizzie McGuire est une série télévisée américaine en 65 épisodes de 22-24 minutes, créée par Terri Minsky et diffusée entre le 12 janvier 2001 et le 14 février 2004 sur Disney Channel.
Mettant en scène Hilary Duff dans son premier grand rôle à la télévision, la série suit le parcours d'une jeune collégienne au début de son adolescence et mélange séquences en prise de vue réelle et séquences en animation 2D avec « l'alter-ego » imaginaire de Lizzie. La série connait un véritable succès public et critique, lui permettant d'être nommée à deux reprises à la cérémonie des Emmy Awards.
Elle fut diffusée en France à partir de 2001 sur la version française de Disney Channel puis rediffusée en clair dans l'émission KD2A sur France 2 à partir de l'année suivante. Au Québec, elle fut diffusée à partir du 9 février 2003 sur la Télévision de Radio-Canada et le 6 septembre en 2004 sur VRAK.TV
Son succès donna naissance à une adaptation cinématographique, simplement intitulée Lizzie McGuire, le film, servant de conclusion à la série, malgré le fait qu'il soit sorti bien avant la fin de cette dernière.
Un spin-off faisant suite à la série et mettant en scène Lizzie dans sa trentaine et toujours avec Hilary Duff, avait été commandé par le service Disney+ en 2019. Néanmoins, le projet est mis en attente au début de l'année 2020 puis annulée plusieurs mois après, en raison de divergences artistiques.

## Synopsis
La série suit Lizzie McGuire, une jeune adolescente de treize ans. Lizzie traverse les mêmes épreuves que les adolescentes de son âge au côté de ses meilleurs amis : Miranda Sanchez et David « Gordo » Gordon. Elle vit dans une petite banlieue américaine avec sa famille composée de ses parents, Jo et Sam, et de son petit frère Matt, qui adore la tourmenter.
Lizzie à un petit « alter-ego » animé, tout droit sorti de son imagination qui dit tout haut ce que Lizzie pense tout bas et ne peut pas toujours exprimer.

## Distribution

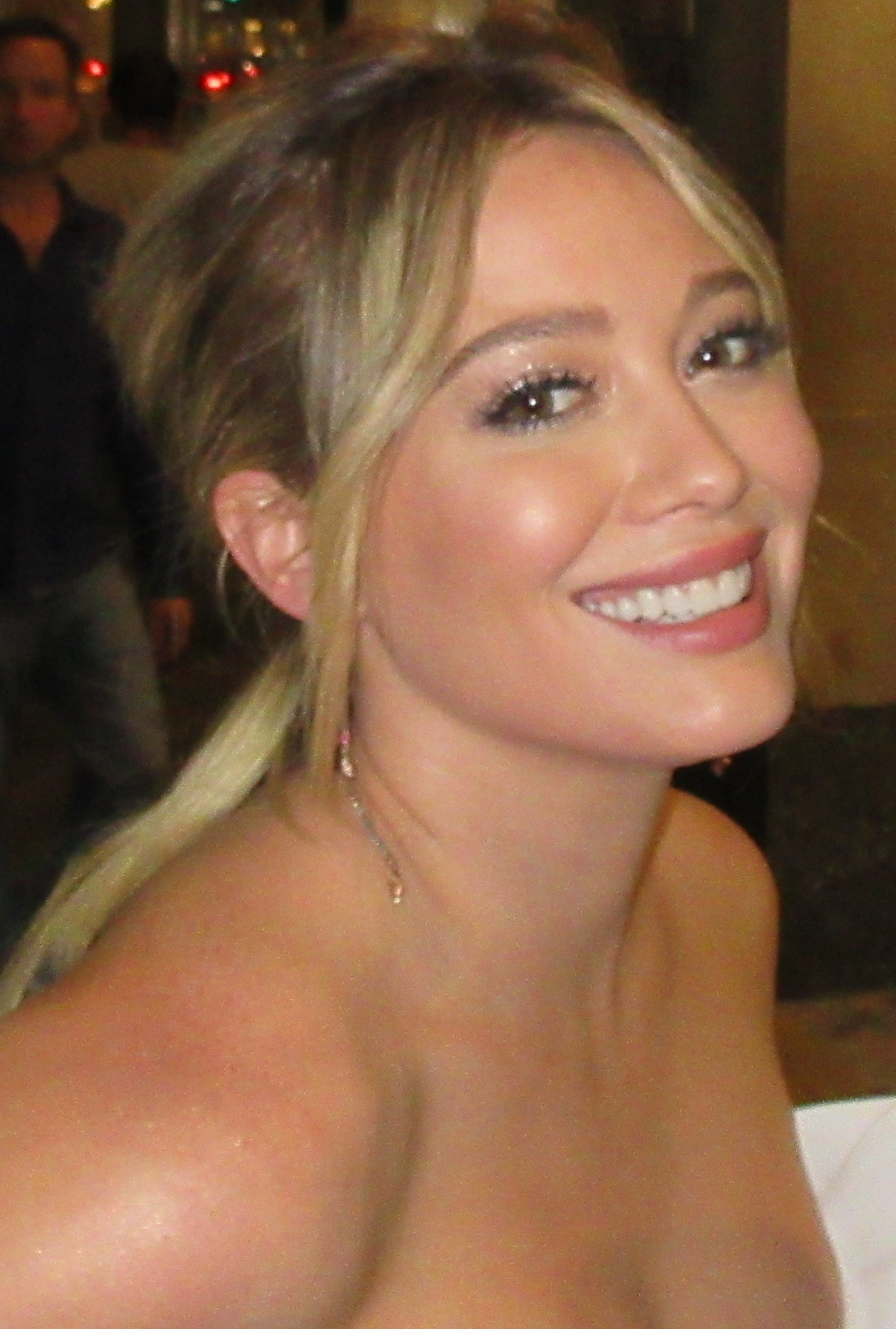
Hilary Duff, l'interprète de l'héroïne de la série, Lizzie McGuire.

### Acteurs principaux
- Hilary Duff (VF : Julie Turin) : Elizabeth « Lizzie » Brooke McGuire
- Lalaine (VF : Caroline Lallau) : Miranda Isabella Sanchez
- Adam Lamberg (VF : Yann Le Madic) : David Zephyr « Gordo » Gordon
- Jake Thomas (VF : Brigitte Lecordier) : Matt McGuire
- Hallie Todd (en) (VF : Dominique Vallée) : Joanne « Jo » McGuire
- Robert Carradine (VF : Olivier Destrez) : Samuel « Sam » McGuire

### Acteurs récurrents
- Ashlie Brillault (VF : Marie Giraudon) : Katherine « Kate » Sanders
- Clayton Snyder (en) (VF : Benoît Du Pac) : Ethan Craft
- Davida Williams (en) : Claire Miller
- Kyle Downes (en) : Larry Tudgeman
- Christian Copelin (es) : Lanny Onasis
- Carly Schroeder (VF: Camille Donda): Melina Bianco
- Arvie Lowe Jr. (en) (VF : Tanguy Goasdoué) : Digby « M. Dig » Sellers
- Chelsea Wilson : Parker MacKenzie
- Rachel Snow : Veruca Albano
- Dot Jones : le coach Kelly
- Daniel Escobar (en) (VF : Éric Legrand) : : Mr Escobar
- Dyana Ortelli : Daniela Sanchez (saison 1 - invitée saison 2)
- Armando Molina : Edward Sanchez (saison 1)
- Haylie Duff : Amanda « Amy » Sanders (saison 2)
Version française
  - Société de doublage : S.O.F.I.[2],[3]
  - Direction artistique : Blanche Ravalec[2]
  - Adaptation des dialogues : Liliane Rousset[2]

Sources VF : Doublage Séries Database et RS Doublage

## Production

### La Lizzie animée
La petite Lizzie animée est « l'alter-ego » du personnage principal et permet de montrer les pensées intérieures du personnage tout en s'adressant directement aux spectateurs. Au départ, il n'était pas prévu que la série intègre un personnage animé. En effet, Hilary Duff devait simplement narrer les pensées de son personnage. Néanmoins, Disney Channel voulait que l'équipe pousse le concept un peu plus loin.
Avant de trouver l'idée de la Lizzie animée, le producteur de la série, Stan Rogow, proposa à la chaîne la possibilité d'accompagner la narration par des images graphiques, néanmoins l'idée fut mise de côté et utilisée dans une autre production du groupe Disney, la série C'est pas ma faute !.

## Épisodes
| Saisons | Saisons | Nombre d'épisodes | Diffusion originale | Diffusion originale | Chaîne         |
| Saisons | Saisons | Nombre d'épisodes | Début de saison     | Fin de saison       | Chaîne         |
| ------- | ------- | ----------------- | ------------------- | ------------------- | -------------- |
|         | 1       | 31                | 12 janvier 2001     | 18 janvier 2002     | Disney Channel |
|         | 2       | 34                | 8 février 2002      | 14 février 2004     | Disney Channel |

Note : La liste ci-après correspond à l'ordre de la diffusion originale aux États-Unis.

### Première saison (2001-2002)
Composée de 31 épisodes, elle a été diffusée entre le 12 janvier 2001 et le 18 janvier 2002
1. À quoi pense Lizzie ? (Rumors)
2. La Photo de classe (Picture Day)
3. Maman passe à l'attaque (When Moms Attack)
4. La Boum qui fait mal (Pool Party)
5. La Gymnastique rythmique (I've Got Rhythmic)
6. Fausse note (Jack of All Trades)
7. Rencontre avec une idole (Aaron Carter's Coming to Town)
8. Mise en Garde (Misadventures in Babysitting)
9. Élisez-moi (Election)
10. Pour le pire et pour le meilleur (I Do, I Don't)
11. La Méchante (Bad Girl McGuire)
12. Les Dessous de Lizzie (Between a Rock and a Bra Place)
13. Quand Lizzie rencontre Sinatra (Come Fly with Me)
14. Miranda brûle les planches (Random Acts of Miranda)
15. La Coqueluche du lycée (Lizzie's Nightmares)
16. Obsession (Obsession)
17. Liens fraternels (Sibling Bonds)
18. Interdit aux mineurs (Rated Aargh)
19. Gordo est amoureux (Gordo and the Girl)
20. La Bosse des Maths (Educating Ethan)
21. La Partie de Bowling (Lizzie Strikes Out)
22. Gordo fait son cinéma (The Untitled Stan Jensen Project)
23. Mannequin de l'année (Last Year's Model)
24. La Nuit d'Halloween (Night of the Day of the Dead)
25. Chacun sa méthode (Facts of Life)
26. L'amoureux d'un jour (Scarlett Larry)
27. Le Seigneur des nains (Gordo and the Dwarves)
28. Aventure culinaire (Lizzie and Kate's Big Adventure)
29. Miranda fait sa cour (The Courtship of Miranda Sanchez)
30. Le Film de Gordo (Gordo's Video)
31. Le Choix de Gordo (Gordo's Bar Mitzvah)

### Deuxième saison (2002-2004)
Composée de 34 épisodes, elle a été diffusée entre le 8 février 2002 et le 14 février 2004.
1. Premier Baiser (First Kiss)
2. Question de culture (El Oro de Montezuma)
3. La Meilleure Amie de Maman (Mom's Best Friend)
4. Grandeur et décadence (The Rise and Fall of Kate)
5. Premier Emploi (Working Girl)
6. La Victoire de l'amitié (And the Winner is)
7. Le Ballon de Papa (The Longest Yard)
8. Restons bons amis (Just Friends)
9. Dans la famille McGuire je voudrais ... (Those Freaky McGuires)
10. L'Ombre d'un doute (In Miranda Lizzie Does Not Trust)
11. Lizzie cherche sa voie (Over the Hill)
12. Le Prix d'élégance (Best Dressed for Much Less)
13. Brave Lizzie ! (You’re a Good Man, Lizzie McGuire)
14. Copie conforme (Just Like Lizzie)
15. Un garçon pas comme les autres (Lizzie in the Middle)
16. Miranda fait sa crise (Inner Beauty)
17. Le Grand Saut (Movin' On Up)
18. La Fête chez Kate (Party Over Here)
19. Un trio d'enfer (She Said, He Said, She Said)
20. Le Plus Beau Cadeau de Noël (Xtreme Xmas)
21. Opération Lizzie (Lizzie's Eleven)
22. Chère Lizzie (Dear Lizzie)
23. Vive la mariée (Clue-Less)
24. Adieu Collège (Bye, Bye Hillridge Junior High)
25. Le Mur de la fraternité (Bunkies)
26. Une beauté très ... intérieure ! (A Gordo Story)
27. Une journée au Far-West (Grubby Longjohn’s Olde Tyme Revue)
28. Coup de foudre en Écosse (The Greatest Crush of All)
29. Mamie Gâteau (Grand Ole Grandma)
30. Mon beau Larry (My Fair Larry)
31. Le Grand Flop de Gordo (The Gordo Shuffle)
32. Devine qui vient dîner ? (My Dinner With Dig)
33. Un garçon extraordinaire (Just One of the Guys)
34. Les Héros de notre enfance (Magic Train)

## Autour de la série

### Film et projet de spin-off
Un film servant de conclusion à la série, Lizzie McGuire, le film, fut produit par les studios Disney et sorti quelques mois avant la fin de la série. Ce dernier rencontra un certain succès au box-office américain, poussant le groupe à vouloir prolonger l'univers de la série.
Le studio commença alors à proposer de nouvelles idées de films ainsi qu'une série télévisée mettant en scène Lizzie et ses amis à l'université à destination de la chaîne ABC. Néanmoins, aucun de ses projets ne dépassa le stade du développement, en raison de désaccord entre Disney et les représentants d'Hilary Duff.

### Projet de suite de la série
En août 2019, lors de la convention annuelle D23 Expo, Hilary Duff est invitée sur scène pour annoncer la commande d'une suite de la série par le service Disney+. Cette nouvelle série mettra en scène Lizzie, âgée d'une trentaine d'années et vivant à New York.
La créatrice de la série, Terri Minsky, est chargée du projet qui verra également le retour de la Lizzie animée. Néanmoins, après le tournage de deux épisodes, Minsky quitte le projet qui est alors mis en attente, le temps de trouver une nouveau showrunner.
Quelques semaines plus tard, il est dévoilé que le projet est complètement mis de côté en raison de divergence artistique. La production dévoilera que leurs projet était de faire une série plus adulte, abordant des sujets plus sérieux. Toutefois, à la suite du rachat de 20th Century Studios, Disney hérite de la majorité du service de streaming Hulu et décide que ce dernier proposera les productions adultes du studio et que Disney+ se concentra sur des programmes familiaux.
En décembre 2020, Hilary Duff annonce l'annulation du projet.

## Distinctions
Sauf indication contraire, les informations mentionnées dans cette section peuvent être confirmées par la base de données cinématographiques IMDb,  présente dans la section « Liens externes ».

### Récompenses
- Kids' Choice Awards :
  - 2002 - Série télévisée préférée
  - 2003 - Série télévisée préférée
- Young Artist Awards 2004 : Meilleure performance par une jeune actrice invitée dans une série de comédie pour Amy Castle

### Nominations
- Emmy Awards :
  - 2003 - Meilleur programme jeunesse
  - 2004 - Meilleur programme jeunesse
- Kids' Choice Awards :
  - 2002 - Actrice de télévision préférée pour Hilary Duff
  - 2003 - Acteur de télévision préféré pour Adam Lamberg
  - 2003 - Actrice de télévision préférée pour Hilary Duff
  - 2004 - Série télévisée préférée
  - 2004 - Actrice de télévision préférée pour Hilary Duff
  - 2005 - Série télévisée préférée
  - 2005 - Actrice de télévision préférée pour Hilary Duff
- Teen Choice Awards :
  - 2004 - Série télévisée de comédie préférée
  - 2004 - Actrice de comédie à la télévision préférée pour Hilary Duff
- Young Artist Awards :
  - 2002 - Meilleure distribution dans une série télévisée
  - 2002 - Meilleure performance par une jeune actrice principale dans une série de comédie pour Hilary Duff
  - 2002 - Meilleure performance par une jeune actrice secondaire dans une série de comédie pour Lalaine
  - 2003 - Meilleure série télévisée familiale
  - 2003 - Meilleure distribution dans une série télévisée
  - 2003 - Meilleure performance par un jeune acteur secondaire dans une série de comédie pour Jake Thomas
  - 2004 - Meilleure performance par un jeune acteur secondaire dans une série de comédie pour Jake Thomas
- Writers Guild of America Awards 2002 : Meilleur script dans un programme jeunesse pour l'épisode À quoi pense Lizzie ? (saison 1, épisode 1)
- ALMA Awards 2002 : Meilleur programme de télévision jeunesse
- BAFTA Awards 2002 : Meilleur programme international
- Imagen Awards 2003 : Meilleure actrice secondaire à la télévision pour Lalaine
- Kids' Choice Awards Australian 2004 : Actrice de télévision préférée pour Hilary Duff